# Avarere (kaukasisk folk)
Avarere er et folkeslag i Kaukasus, hovedsageligt bosat i Dagestan. De må ikke forveksles med den historiske folkegruppe med samme navn, der levede i det nuværende Ungarn og Rumænien i perioden 555 til begyndelsen af 800-tallet. Avarenes sprog er avarisk, et dagestansk sprog. Ifølge folketællingen fra 2010 boede der 912.090 avarere i Rusland.